# Капријана
Капријана (итал. Capriana) је насеље у Италији у округу Тренто, региону Трентино-Јужни Тирол.
Према процени из 2011. у насељу је живело 462 становника. Насеље се налази на надморској висини од 1002 м.

## Становништво
| 1931. | 1936. | 1951. | 1961. | 1971. | 1981. | 1991. | 2001. | 2011. |
| ----- | ----- | ----- | ----- | ----- | ----- | ----- | ----- | ----- |
| 893   | 776   | 801   | 825   | 697   | 557   | 527   | 582   | 605   |